# 蘇爾基約區

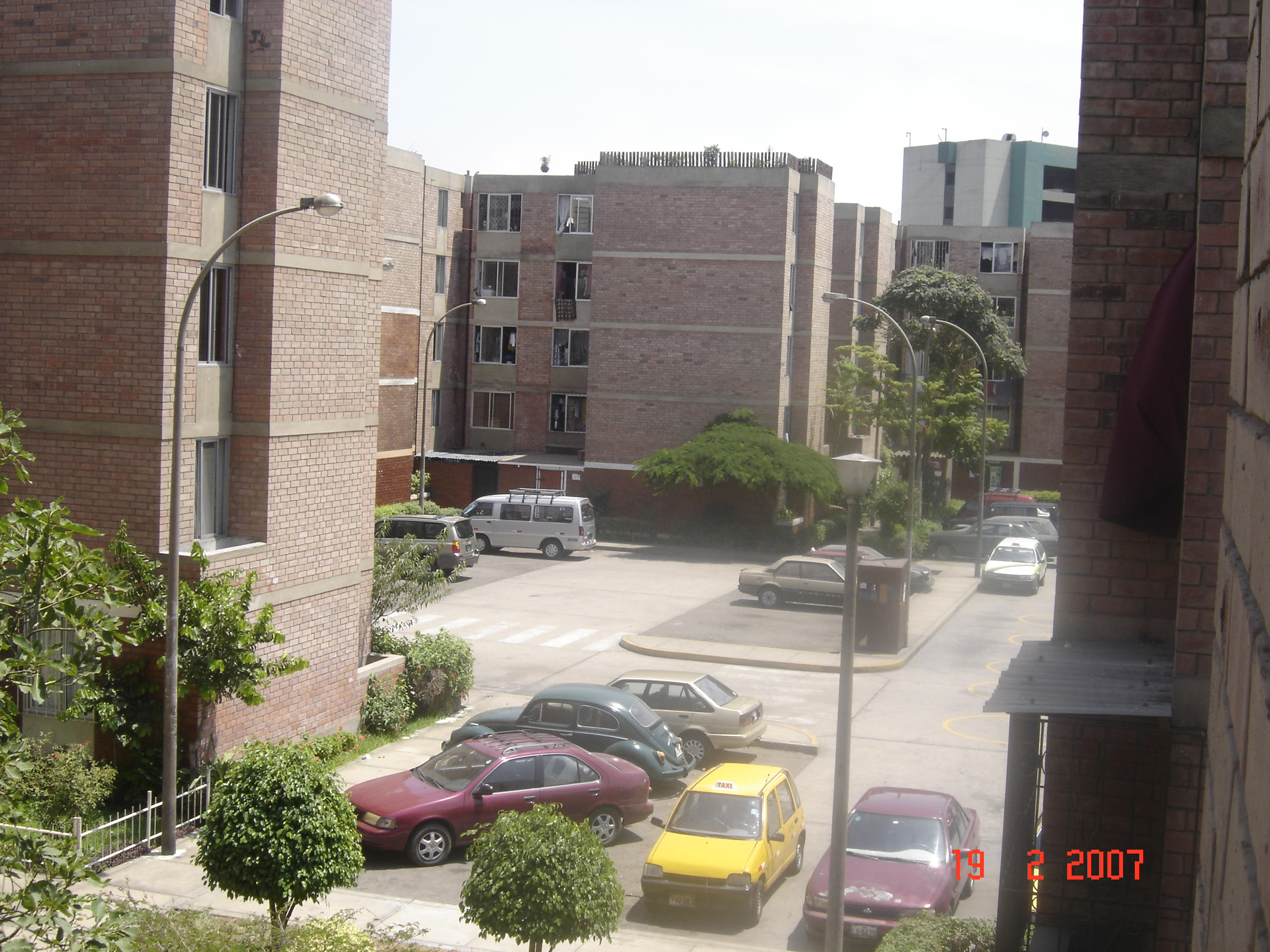

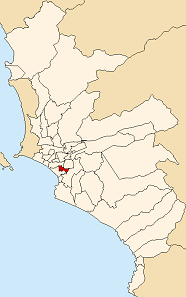

12°7′2″S 77°1′14″W / 12.11722°S 77.02056°W
蘇爾基約區（西班牙語：Distrito de Surquillo），是秘魯的一個區，位於該國西部利馬大區的利馬省，始建於1949年7月15日，面積3.46平方公里，海拔高度105米，2002年人口99,144，人口密度每平方公里29,000人。